# Ribes viscosum
Ribes viscosum är en ripsväxtart som beskrevs av Hipólito Ruiz López och Pav.. Ribes viscosum ingår i släktet ripsar, och familjen ripsväxter. Inga underarter finns listade i Catalogue of Life.